# Осада Эдессы
Осада Эде́ссы — одно из сражений в эпоху крестовых походов. Осада, проводившаяся войсками атабека Алеппо и Мосула Занги с 28 ноября по 24 декабря 1144 года, завершилась захватом столицы Эдесского графства. Падение города стало поводом ко Второму крестовому походу.
Графство было первым из государств крестоносцев, созданных по итогам Первого крестового похода. При этом оно было самым северным, самым слабым и наименее заселенным, и поэтому было объектом частых нападений из соседних мусульманских государств Артукидов и Данишмендидов. Граф Балдуин II и будущий граф Жослен I были взяты в плен после поражения в битве при Харране в 1104 году. Жослен I был пленён во второй раз в 1122 году. Эдесса смогла восстановиться после битвы при Аазазе (1125), но Жослен I был убит в бою в 1131 году. Его преемник Жослен II был вынужден заключить союз с Византией, но в 1143 году умерли византийский император Иоанн II Комнин и король Иерусалима Фульк. Иоанну II наследовал его сын Мануил I Комнин, который вступил в борьбу за престол со своими старшими братьями, в то время как Фульку наследовала его жена Мелисенда Иерусалимская и сын Балдуин III. Жослен II также поссорился с графом Триполи Раймундом II и князем Антиохии Раймундом, оставив графство Эдесса без союзников.

## Осада
В 1144 году Жослен II смог заключить союз с Кара-Арсланом, артукидским правителем Диярбакыра, чтобы противостоять растущей мощи атабека Алеппо и Мосула Занги. Жослен II вышел из Эдессы с почти всей своей армией для поддержки Кара-Арслан против Алеппо. Занги, уже искавший возможности воспользоваться смертью Фулька, поспешил на север для осады Эдессы и прибыл под стены города 28 ноября. Город был извещён о его прибытии и подготовлен к осаде, но мало что мог сделать, в то время как Жослен II и армия были в походе.
Оборону города возглавили католический архиепископ Гуго II, армянской епископ Иоанн и яковитский епископ Василий. Иоанн и Василий заверили, что ни один из местных христиан не перебежит к Занги. Когда Жослен II узнал об осаде, он привел свою армию к Тель-Баширу, зная, что не сможет противостоять Занги без помощи других государств крестоносцев. Королева Мелисенда Иерусалимская откликнулись на призыв Жослена II, отправив войско во главе с Манассе Иержем, Филиппом де Милли и Элинаном де Бюр. Раймунд Антиохийский проигнорировал призыв о помощи, а его армия уже была занята в боевых действиях против Византийской империи в Киликии.
Занги окружил город, зная о его беззащитности. Он построил осадные машины и начали подкапывать стены, в то время как его войска получили курдские и туркменские подкрепления. Жители Эдессы сопротивлялись столько, сколько могли, но у них не было никакого опыта в противодействии осаде. Часть стены возле Часовых ворот рухнула 24 декабря. Войска Занги бросились в пролом, убивая всех, кто был не в состоянии бежать в Цитадель Маниака. Тысячи жителей были убиты или растоптаны в панике, в том числе архиепископ Гуго. Занги приказал своим людям остановить резню. Коренным христианам было разрешено жить свободно. Цитадель была сдана 26 декабря. Один из командиров Занги, Зайн ад-Дин Али Кучук, был назначен губернатором, в то время как епископ Василий, по-видимому, готовый признать свою лояльность новым властям, был признан лидером христианского населения.

## Последствия
В январе 1145 года Занги захватил Суруч и осадил Биреджик, но иерусалимская армия, наконец, прибыла на помощь Жослену. Занги также получил вести о неприятностях в Мосуле и бросился возвращать город под свой контроль. Он не стал атаковать остальную территорию Эдесского графства или Антиохии, как опасались. Жослен II продолжил править остатками графства к западу от Евфрата из Тель-Башира, но постепенно и эта территория была захвачена мусульманами или продана византийцам.
Занги был убит своим рабом в 1146 году во время осады Калат-Джабара, и в Алеппо ему наследовал его сын Нур ад-Дин. Жослен II попытался вернуть Эдессу после убийства Занги и в октябре 1146 года отбил всё, кроме цитадели. Тем не менее, он не получил помощи от других государств крестоносцев, и его авантюра была пресечена Нур ад-Дином в ноябре того же года. Жослен II, опасаясь за безопасность армян-христиан города, попытался пробить коридор в рядах Нур ад-Дина, через который местные жители могли бежать из города. Однако попытка Жослена провалилась, а войска Нур ад-Дина вырезали бегущих армян и обратили оставшихся в живых в рабство.
К этому времени новости о падении Эдессы дошли до Европы, и Раймунд Антиохийский уже направил делегацию к папе Евгению III. 1 декабря 1145 года папа римский издал буллу Quantum praedecessores с призывом ко Второму крестовому походу. Этот поход возглавили Людовик VII, король Франции, и император Конрад III, но он закончился катастрофой, а Эдессу взять крестоносцам не удалось.